# Maroun Bagdadi
Maroun Bagdadi (21. ledna 1950 – 10. prosince 1993, Bejrút, Libanon) byl libanonský režisér a scenárista. Spolupracoval s Francisem Coppolou a jeho filmy natočené ve francouzštině zaznamenaly divácký ohlas ve Francii.
Během války v Libanonu odešel do Francie a získal francouzské občanství. Zabil se při nehodě - pádem do výtahové šachty v Libanonu, kde připravoval svůj nový film.

## Filmografie
- Beyrouth ya Beyrouth, 1975
- Les Petites guerres, 1982
- Chambre 666, 1982
- L'Homme voilé, 1987
- The Land of Honey and Incense, dokument 1987
- Médecins des hommes, dokument 1988
- Marat, film TV, 1990
- Hors la vie, 1991
- La Fille de l'air, 1992

## Ocenění
- Prix du Jury ex æquo na festivalu v Cannes, 1991 za Hors la vie.